# ناکوچانی (گورنگی میلانوواتس)
ناکوچانی (به صربی: Nakučani) یک منطقهٔ مسکونی در صربستان است که در ناحیه موراویتسا واقع شده‌است. ناکوچانی ۱۲۳ نفر جمعیت دارد.